# Мілково (Великопольське воєводство)
Мілково (пол. Miłkowo) — село в Польщі, у гміні Любаш Чарнковсько-Тшцянецького повіту Великопольського воєводства.
Населення — 435 осіб (2011).
У 1975-1998 роках село належало до Пільського воєводства.

## Демографія
Демографічна структура станом на 31 березня 2011 року:
|          | Загалом | Допрацездатний вік | Працездатний вік | Постпрацездатний вік |
| -------- | ------- | ------------------ | ---------------- | -------------------- |
| Чоловіки | 219     | 43                 | 157              | 19                   |
| Жінки    | 216     | 47                 | 129              | 40                   |
| Разом    | 435     | 90                 | 286              | 59                   |